# اسلام‌آباد (بهار)
اسلام‌آباد یا دولت‌آباد روستایی در دهستان دیمکاران بخش صالح‌آباد شهرستان بهار استان همدان ایران است.

## جمعیت
بر پایه سرشماری عمومی نفوس و مسکن در سال ۱۳۹۵ جمعیت این مکان ۱۶۲ نفر (۵۹ خانوار) بوده است.